# Bis(1,2-dimethylpropyl)boraan
Bis(1,2-dimethylpropyl)boraan, meestal disiamylboraan genoemd, is een organische verbinding van boor, met als brutoformule C10H23B.

## Synthese
Bis(1,2-dimethylpropyl)boraan kan worden bereid uit een reactie van diboraan met 2-methyl-2-buteen in droge di-ethylether bij 0 °C.

## Toepassingen
De stof wordt gebruikt bij organische synthese om water met een hydroborering-oxidatie te koppelen aan terminale alkynen via een anti-Markovnikovreactie, waarna een aldehyde wordt gevormd. Voor de rest is het een relatief onreactieve verbinding.